# Boyle (rivière)
Pour les articles homonymes, voir Boyle.
La rivière Boyle  (anglais : Boyle River) est un cours d’eau de la région de Canterbury de l’Ile du Sud de la Nouvelle-Zélande. C’est un affluent de la rivière Hope. 

## Géographie
Elle s’écoule vers le sud, puis vers l’ouest avant de s’incurver vers le sud-est avant de rejoindre la rivière Hope. La  State Highway 7/S H7 suit le cours de la rivière sur une certaine distance au sud du col de Lewis Pass; le col lui-même est localisé à moins de cinq kilomètres à l’ouest de la source de la rivière. La partie supérieure du cours de la rivière forme une vallée profonde entre les chaines d’«Opera Range» et de «Libretto Range».